# Grand Prix Rakouska 1963
 I. Grand Prix Rakouska byl 12. nemistrovský závod formule 1, pořádaný v sezoně 1963.

## Výsledky
| Pozice | Jezdec                  | Vůz                | Čas            |
| ------ | ----------------------- | ------------------ | -------------- |
| 1      | Jack Brabham            | Brabham BT3 Climax | 1:09'06.3"     |
| 2      | Tony Settember          | Scirocco BRM       | à 5 kol        |
| 3      | Carel Godin de Beaufort | Porsche 718/2      | à 5 kol        |
| 4      | Chris Amon              | Lola T4 Climax     | à 9 kol        |
| 5      | Bernard Collomb         | Lotus 24 Climax    | à 9 kol        |
| 6      | Tim Parnell             | Lotus 24 BRM       | à 10 kol       |
| 7      | Günther Seiffert        | Lotus 24 BRM       | à 12 kol       |
| 8      | Innes Ireland           | Lotus 24 BRM       | à 16 kol       |
| 9      | André Pilette           | Lotus 18/21 Climax | à 16 kol       |
| Kolo   | Odstoupili              | -                  | Důvod          |
| 33     | Jo Siffert              | Lotus 24 BRM       | Palivová pumpa |
| 25     | Jo Bonnier              | Cooper T60 Climax  | Cívka          |
| 21     | Jochen Rindt            | Cooper T67 Ford    | Motor          |
| 13     | Ernesto Prinoth         | Lotus 18 Climax    | Suspensor      |
| 3      | Jim Clark               | Lotus 25 Climax    | Motor          |
| 3      | Kurt Bardi-Barry        | Porsche 718        | Příliš pomalý  |
| 2      | Jim Hall                | Lotus 24 BRM       | Motor          |
| 1      | Ian Burgess             | Scirocco BRM       | Ojnice         |
| *      | Nestartovali            | -                  | *              |
|        | Peter Arundell          | Lotus 25 Climax    |                |
|        | John Cambell Jones      | Lola T4 Climax     |                |

### Nejrychlejší kolo
- Jack Brabham (Brabham-Climax BT3), 1:11.4

### Postavení na startu
|  | _______1_______ Jim Clark 1:10.2      |                                      | _______2_______ Jack Brabham 1:11.4      |                                     | _______3_______ Jim Hall 1:12.1                 |                                         | _______4_______ Innes Ireland 1:12.7    |
|  |                                       | _______5_______ Jo Bonnier 1:13.1    |                                          | _______6_______ Chris Amon 1:13.1   |                                                 | _______7_______ Jo Siffert 1:13.2       |                                         |
|  | _______8_______ Tony Settember 1:16.1 |                                      | _______9_______ Ernesto Prinoth 1:16.3   |                                     | _______10_______ Carel Godin de Beaufort 1:16.4 |                                         | _______11_______ Bernard Collomb 1:17.0 |
|  |                                       | _______12_______ Jochen Rindt 1:17.7 |                                          | _______13_______ Ian Burgess 1:18.3 |                                                 | _______14_______ Gunther Seifert 1:18.4 |                                         |
|  | _______15_______ Andre Pilette 1:18.5 |                                      | _______16_______ Kurt Bardi-Barry 1:19.1 |                                     | _______17_______ Tim Parnell 1:27.5             |                                         | _______18_______                        |

| Pole position | Vítězství    | Nej. kolo    |
| Jim Clark     | Jack Brabham | Jack Brabham |
| Lotus 25      | Brabham BT3  | Brabham BT3  |
| 1:10.2        | 1:09'06.3    | 1:11.4       |
| *             | 157.24 km/h  | 161.36 km/h  |
| ------------- | ------------ | ------------ |